# ジェームス・オグルソープ

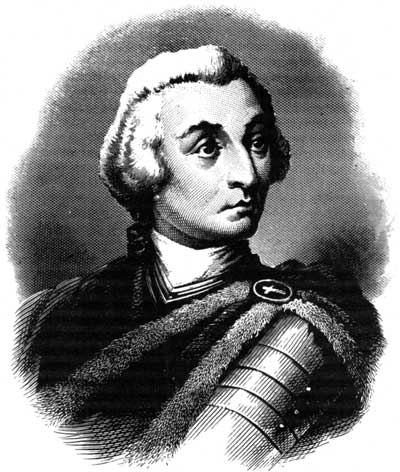
ジェームス・オグルソープ

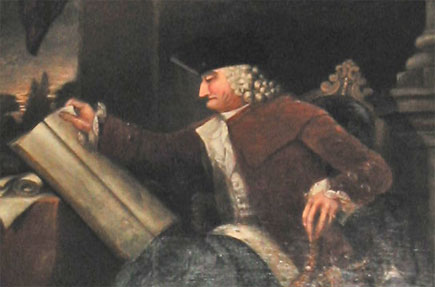
ジェームズ・オグルソープ（ジョージア州会議事堂蔵）

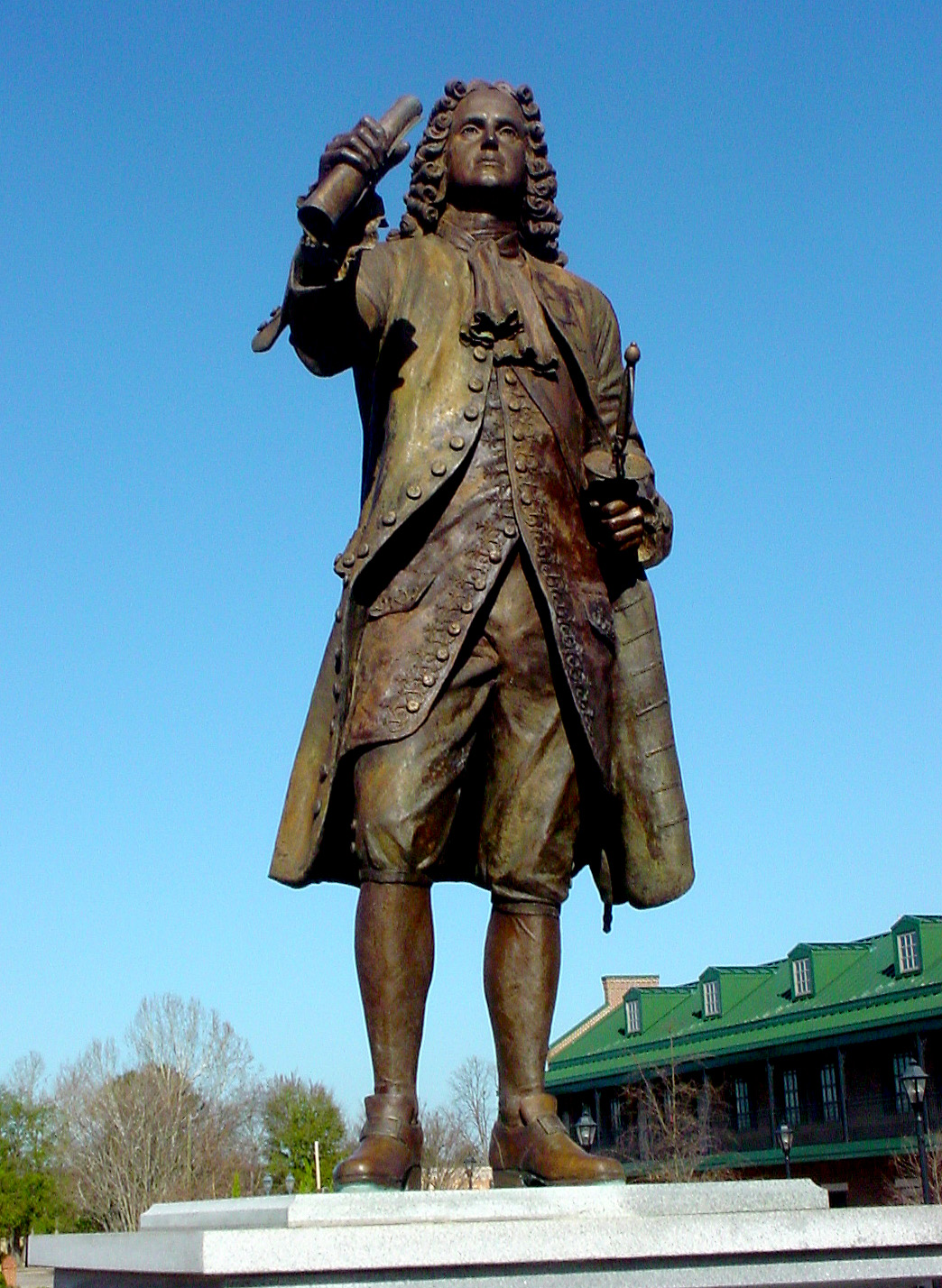
ジェームス・オグルソープの銅像

ジェームズ・エドワード・オグルソープ（James Edward Oglethorpe、1696年12月22日 - 1785年6月30日）は、イギリスの軍人、都市計画家。
フリーメイソンのメンバーで、ジョージア植民地、サバンナの都市計画を手がけ、現在ジョンソン広場に銅像が建てられている。単なる植民地の建設者としてだけでなく、植民地を守る軍人としても称えられている。
軍人のうちはロンドンとエセックスで過ごし、よく晩餐会を開いていたという。1733年に良家の娘と結婚し、その年に技術将校としてサバンナに赴任している。
博愛主義者であった彼は負債のために苦しんでいた人々の移住先を築こうと、アメリカの地にやってくることになった。オグルソープがサバンナで実施した計画は土地を中心部と公園、農園の区画とに分け、広場とグリッド状の道路配置、公共用地やコモン・スペースが配置されて、40の庭付き宅地から成立する地区を組織化して整備し、入植者たちに18か月以内に自宅を完成させ、10年かけて10エーカーの農場を作物の育つ耕作地として整備することを奨励した。
1740年にはジョージアからフロリダに侵入するが撤退し、サンマルコス砦に侵攻する。奴隷制廃止論者でもあり、1778年、黒人貧困者解放委員会を設立し、奴隷解放と西アフリカへの入植に尽力し、シエラレオネに会社を設立し、フリータウン発展に寄与した。